# Колокольни Великого Новгорода
Колокольни Великого Новгорода.
В таблицу включены только сохранившиеся объекты. Приводятся наименование (принадлежность к церкви/монастырю), дата возведения/первого упоминания, фотография и местонахождение. В список включены также колокольни Юрьева, Хутынского и Николо-Вяжищского монастырей, расположенных в непосредственной близости от Великого Новгорода. Возможна сортировка списка. Под таблицей указаны колокольни разрушенные в советский период. 

## Сохранившиеся колокольни
| Принадлежность                                                        | Год постройки/ первого упоминания      | Фотография | Местонахождение                     |
| --------------------------------------------------------------------- | -------------------------------------- | ---------- | ----------------------------------- |
| Воскресенский монастырь, Церковь Воскресения Христова на Красном поле | 1836—44                                |            | Тихвинское кладбище на Красном поле |
| Деревяницкий монастырь                                                | 1725                                   |            | микрорайон Деревяницы               |
| Десятинный монастырь                                                  | 1809                                   |            | Десятинная улица                    |
| Зверин монастырь                                                      |                                        |            | Бредова-Звериная улица              |
| Знаменский собор                                                      | 80-е годы XVII века                    |            | Ильина улица                        |
| Николо-Вяжищский монастырь                                            | XVII век                               |            | деревня Вяжищи, Новгородский район  |
| Николо-Дворищенский собор                                             | 1684—1685                              |            | Ярославово Дворище                  |
| Софийская Звонница                                                    | 1437                                   |            | Новгородский Детинец                |
| Католический храм Святых Апостолов Петра и Павла                      | восстановлены в формах 1893 года       |            | Большая Санкт-Петербургская, 12     |
| Хутынский монастырь                                                   |                                        |            | деревня Хутынь, Новгородский район  |
| Церковь Благовещения на Витковом переулке                             | восстановлена в формах XVII века       |            | Большая Московская улица            |
| Церковь Дмитрия Солунского                                            | предположительно, 1691 год             |            | Большая Московская улица            |
| Церковь Михаила Малеина                                               | 1557, восстановлена в формах XVII века |            | Молотковская улица, 14              |
| Церковь Никиты-Мученика                                               | 1557                                   |            | Большая Московская улица            |
| Церковь Троицы                                                        | 1832                                   |            | Троицкая-Пробойная улица            |
| Церковь Успения в Колмово                                             |                                        |            | микрорайон Колмово                  |
| Церковь Филиппа-апостола                                              | 1660                                   |            | Знаменская улица                    |
| Церковь Фёдора Стратилата на Ручью                                    | XVII век                               |            | Андреевская улица, 19а              |
| Церковь Фёдора Стратилата на Щиркове улице                            | 1804                                   |            | Стратилатовская улица               |
| Юрьев монастырь                                                       | 1838—1841                              |            | Великий Новгород, деревня Юрьево    |

## Колокольни, разрушенные в советский период

### С 1917 по 1941 год
- колокольня Антониева монастыря (в 1930-е годы), (см. фото)
- колокольня церкви Петра и Павла в Кожевниках (в 1930-е годы),
- колокольня Духова монастыря (в 1930-е годы), (см. фото)
- колокольня церкви Иоанна на Опоках (в 1934 году),
- колокольня церкви Петра и Павла на Синичьей горе (в 1934 году)
- колокольня церкви Иоанна Богослова на Витке (в 1935 году),
- колокольня церкви Ильи на Славне (в 1938 году)
- колокольня церкви Успения на Волотовом поле (в 1940 году), (см. фото)
- колокольня церкви Спаса на Ильине, (см. фото)
- колокольня церкви Благовещения в Аркажах,
- колокольня церкви Михаила Архангела на Прусской улице, (см. фото)

### С 1941 по 1944 год (оккупация Новгорода)
- Колокольня и сама церковь Фрола и Лавра на Легощей улице[1]
- Колокольня церкви Спаса на Нередице, (см. фото)
- колокольня Церкви Тихвинской иконы Божьей Матери (см. фото)

### После 1944 года
- колокольня и сама Никольская церковь на Красном поле (в 1946 году)
- колокольня церкви Власия (в конце 1940-х — начале 1950-х годов)
- колокольня церкви Георгия на Торгу (в конце 1940-х — начале 1950-х годов)
- колокольня церкви Успения на Торгу (в 1950-е годы)
- колокольня церкви Бориса и Глеба в Плотниках (в 1960-е годы), (см. фото)
- колокольня церкви Климента на Иворове улице (в 1950-е годы), (см. фото)

Кроме того, в послевоенное время уже было принято решение по сносу колокольни Десятинного монастыря (см. таблицу).